# جبل جاشك
جبل جاشك الملحي هو أحد أكبر الجبال الملحية في منطقة الشرق الأوسط وإيران، والذي يغطي جزء من جبل جاشك الذي يقع في نهاية سلسلة جبال زاغروس بمحافظة بوشهر جنوبي إيران. يُعتبَر هذا الجبل من أكثر الجبال الملحية نشاطاً، وقد سجل عام 2007 في قائمة الآثار الطبيعية في إيران باعتباره معلماً وطنياً طبيعياً.

## الموقع
يقع جبل جاشك الملحي على الطريق الواصل بين مدينتي دير ودشتي وعلى بعد 144 كيلومتراً جنوب شرق مدينة بوشهر جنوب إيران بمحاذاة مياه الخليج العربي.

## مكانته السياحية
تُعتبَر هذه الجبال والقباب الملحية من عوامل الجذب السياحي في مدينة بوشهر. ومن المعالم الأخرى لهذه القباب الملحية هي وجود كهوف ملحية فيها، والتي تشكلت من ذوبان رواسب الملح حيث توجد داخل هذه الكهوف بلورات أفقية وعمودية من الملح وبذلك تشكل هذه الجبال والقباب منطقة سياحية طبيعية في محافظة بوشهر والتي تُعتبَر من المحافظات الجاذبة للسياح بما تمتلكه من معالم طبيعية وآثار تأريخية تُعَد مَواطِن هامة لاستقطاب السائحين من داخل البلاد وخارجها. وكذلك ساحلها الذي يمتد على طول 937 كيلومتر.